# Élections législatives suédoises de 1944
Les élections législatives suédoises de 1944 se sont déroulées le 17 septembre 1944. Malgré des pertes importantes, le Parti social-démocrate gagne les élections et reste au pouvoir.

## Contexte
Le Parti social-démocrate et, plus particulièrement, le Premier ministre Per Albin Hansson sont, depuis le mois de décembre 1939, à la tête d'une large coalition d'union nationale comprenant également les conservateurs de l'Organisation nationale de la droite, les agrariens de la Ligue des fermiers et les libéraux du Parti du peuple. Depuis les élections législatives de 1940, le Parti social-démocrate dispose, pour la première fois, de la majorité absolue au Parlement. Le Parti communiste est le seul parti présent au parlement à ne pas faire partie de la coalition gouvernementale.

## Campagne
Il est clair en 1944 que la Seconde Guerre mondiale touche à sa fin et les élections portent sur ce que sera la Suède après la guerre. Quelques mois avant les élections, le Parti social-démocrate et la Confédération des syndicats suédois lancent un programme pour le futur, tandis que le programme du Parti du peuple est nommé "Société d'après-guerre".
Le président de l'Organisation nationale de la droite, Gösta Bagge exprime ses craintes devant les conséquences néfastes du socialisme et prône une coopération accrue entre son parti, la Ligue des fermiers et le Parti du peuple. Si la Ligue des fermiers se montre intéressée, ce n'est pas le cas du Parti du peuple. Ces trois partis bourgeois n'en concluent pas moins des apparentements électoraux dans 26 des 28 circonscriptions. La politique fiscale du Ministre social-démocrate des finances, Ernst Wigforss, est particulièrement critiquée par ces partis.
Per Albin Hansson, président du Parti social-démocrate et Premier ministre depuis 1936, souhaite pouvoir continuer à gouverner avec la coalition la plus large possible, mais exclut toute possibilité de coalition avec le Parti communiste. Le président de ce dernier, Sven Linderot, n'est pas autorisé à s'exprimer sur la chaîne publique de radio et doit se contenter de faire imprimer le discours prévu. Le Parti communiste est le seul parti qui, pendant la campagne, critique véritablement le gouvernement sortant, notamment sur la question des salaires et de la neutralité pendant la guerre.
La campagne est marquée par le lancement d'un hebdomadaire par le Parti social-démocrate, une décision critiquée par les autres partis qui la jugent aller à l'encontre la décision de mener une campagne électorale restreinte.

## Résultats
Le Parti social-démocrate perd, de peu, sa majorité absolue au parlement, mais reste de loin le premier parti du pays. La Ligue des fermiers progresse et retrouve le niveau qu'elle avait avant les élections législatives de 1940. Le Parti du peuple progresse également. Le Parti communiste de Suède, seul parti d'opposition représenté au parlement, est le grand vainqueur du scrutin puisqu'il quintuple son nombre de sièges. A l'autre extrémité de l'échiquier politique, la Ligue nationale de Suède, proche du NSDAP allemand, obtient un score très faible et ne parvient pas à entrer au Parlement.
| Parti    | Parti                                    | Leader                  | Votes     | Votes  | Votes | Sièges | Sièges |
| Parti    | Parti                                    | Leader                  | #         | %      | +/− % | #      | +/−    |
| -------- | ---------------------------------------- | ----------------------- | --------- | ------ | ----- | ------ | ------ |
|          | Parti social-démocrate (S)               | Per Albin Hansson       | 1 436 571 | 46,55  | −7,26 | 115    | −19    |
|          | Organisation nationale de la droite (HR) | Gösta Bagge             | 488 921   | 15,84  | −2,19 | 39     | −3     |
|          | Ligue des fermiers (B)                   | Axel Pehrsson-Bramstorp | 421 094   | 13,64  | +1,66 | 35     | +7     |
|          | Parti du peuple (FP)                     | Gustaf Andersson        | 398 293   | 12,91  | +0.94 | 26     | +3     |
|          | Parti communiste de Suède (SKP)          | Sven Linderot           | 318 466   | 10,32  | +6.79 | 15     | +12    |
|          | Parti socialiste (SP)                    | Agaton Blom             | 5 279     | 0,17   | −0,47 | —      | —      |
|          | Rassemblement socialiste suédois (NSAP)  | Sven Olov Lindholm      | 4 204     | 0,14   | —     | —      | —      |
|          | Ligue nationale de Suède (SNF)           | Elmo Lindholm           | 3 819     | 0,12   | —     | —      | —      |
|          | Parti de la gauche socialiste (VSP)      | Albin Ström             | 1 677     | 0,05   | +0,02 | —      | —      |
|          | Autres                                   | —                       | 7 980     | 0,26   | —     | —      | —      |
| Exprimés | Exprimés                                 | Exprimés                | 3 086 304 | 100,00 |       | 230    |        |
| Totaux   | Totaux                                   | Totaux                  | 3 099 103 | 71,90  |       |        |        |

Tous les Suédois - femmes et hommes - de plus de 23 ans ont pu participer au scrutin, à l'exception des personnes sous tutelle, en faillite ou à l'assistance publique de manière permanente. Le vote par correspondance est utilisé pour la première fois lors de ces élections et 59 767 votes sont effectués de cette manière.

## Formation du gouvernement et conséquences du vote
Per Albin Hansson, Premier ministre depuis 1936, conserve son poste et continue à gouverner, jusqu'au 31 juillet 1945, dans un gouvernement d'union nationale incluant l'Organisation nationale de la droite, la Ligue des fermiers et le Parti du peuple. Gösta Bagge, président de l'Organisation nationale de la droite, qui a perdu trois sièges, démissionne après ces élections.

## Sources
1. 1 2 3 4  (de) « Schweden vor den Reichstagswahlen », Neue Zürcher Zeitung,‎ 12 septembre 1944, p. 5
2. 1 2 3 4 5 6 7  (de) « Die Reichtagswahlen in Schweden », Neue Zürcher Zeitung,‎ 18 septembre 1944, p. 1

- (sv) Cet article est partiellement ou en totalité issu de l’article de Wikipédia en suédois intitulé « Andrakammarvalet in Sweden 1944 » (voir la liste des auteurs).